# Nissan Cup
Nissan Cup (franska: Coupe Nissan) var en ishockeyturnering för herrlandslag, som spelades i Schweiz åren 1988−1994. Turneringen spelades ursprungligen i november, flyttades sedan till februari och slutligen tillbaka till november månad.

## Turneringar
| År              | Spelort(er)                                                            | Etta     | Tvåa     | Trea         | Källor |
| --------------- | ---------------------------------------------------------------------- | -------- | -------- | ------------ | ------ |
| 1988            | Bern                                                                   | Sverige  | Schweiz  | Finland      | [ 1 ]  |
| 1989            | Zürich                                                                 | Finland  | Schweiz  | Västtyskland | [ 2 ]  |
| 1990            | Zürich, Fribourg, Bern                                                 | Sovjet   | Schweiz  | Kanada       | [ 3 ]  |
| 1992            | Rapperswil, Leukerbad, Fribourg                                        | Schweiz  | Ryssland | Finland      | [ 4 ]  |
| 1993            | Kreuzlingen, Kloten, Zug, Villingen-Schwenningen, Rapperswil           | Tyskland | Kanada   | Schweiz      | [ 5 ]  |
| 1994 (februari) | Kreuzlingen, Küssnacht, Rapperswil + Villingen-Schwenningen i Tyskland | Finland  | Schweiz  | Tyskland     | [ 6 ]  |
| 1994 (november) | Fribourg                                                               | Sverige  | Ryssland | Finland      | [ 7 ]  |

### Fotnoter
1. ↑  ”Matches internationaux 1988/89” (på franska). Hockeyarchives. 19 mars 1988. http://www.passionhockey.com/hockeyarchives/inter1989.htm. Läst 30 augusti 2014.
2. ↑  ”Matches internationaux 1989/90” (på franska). Hockeyarchives. 19 mars 1989. http://www.passionhockey.com/hockeyarchives/inter1990.htm. Läst 30 augusti 2014.
3. ↑  ”Matches internationaux 1990/91” (på franska). Hockeyarchives. 19 mars 1990. http://www.passionhockey.com/hockeyarchives/inter1991.htm. Läst 30 augusti 2014.
4. ↑  ”Matches internationaux 1991/92” (på franska). Hockeyarchives. 19 mars 1992. http://www.passionhockey.com/hockeyarchives/inter1992.htm. Läst 30 augusti 2014.
5. ↑  ”Matches internationaux 1992/93” (på franska). Hockeyarchives. 19 mars 1993. http://www.passionhockey.com/hockeyarchives/inter1993.htm. Läst 30 augusti 2014.
6. ↑  ”Matches internationaux 1993/94” (på franska). Hockeyarchives. 19 mars 1994. http://www.passionhockey.com/hockeyarchives/inter1994.htm. Läst 30 augusti 2014.
7. ↑  ”Matches internationaux 1994/95” (på franska). Hockeyarchives. 19 mars 1994. http://www.passionhockey.com/hockeyarchives/inter1995.htm. Läst 30 augusti 2014.